# Пахтаарал
Футбольний клуб «Пахтаарал» або просто «Пахтаарал» — радянський узбецький футбольний клуб з селища Ілліч Сирдар'їнської області.

## Історія
Футбольний клуб «Пахтаарал» було засновано в 1965 році в селищі Ілліч Сирдар'їнської області. Найкращим досягненням у радянських чемпіонатах стало 7-ме місце в Класі «Б» Другої ліги Чемпіонату СРСР (зона «Середня Азія та Казахстан»). У кубкових змаганнях — вихід у 1/4 зонального фіналу Кубку СРСР.